# طاهری‌آباد
تاری‌آباد ، روستایی از توابع بخش مرکزی شهرستان بروجرد در استان لرستان ایران است.

## جمعیت
این روستا در دهستان شیروان قرار دارد و براساس سرشماری مرکز آمار ایران در سال ۱۳۸۵، جمعیت آن ۲۲۴ نفر (۴۷خانوار) بوده‌است.